# Stelletta pulvinata
Stelletta pulvinata är en svampdjursart som först beskrevs av Jean-Baptiste Lamarck 1815.  Stelletta pulvinata ingår i släktet Stelletta och familjen Ancorinidae. Inga underarter finns listade i Catalogue of Life.